# エメリービル (カリフォルニア州)
- Emeryville
- エメリービル
- エマリービル
- エメリーヴィル
- エマリーヴィル

エメリービル（英語: Emeryville）は、アメリカ合衆国カリフォルニア州アラメダ郡にある都市。西はサンフランシスコ湾に臨み、北側でバークレーに接しているほかはオークランドに囲まれている。陸地の面積が
3.226平方キロメートル、人口1万2905人（2020年）の小さな市である。サンフランシスコ湾を挟んでサンフランシスコと向かい合っている。
映像制作会社、ピクサー・アニメーション・スタジオがここに本社を置いている。

## 交通

### 道路
サクラメント方面から来てサンフランシスコにつながる州間高速道路80号線(580号線)が通っていて、9番出入り口で市内とつながる。

### バス

#### エメリー・ゴーラウンド
エメリービル市が無料のバス、エメリー・ゴーラウンド(Emery Go-Round)を3系統運行していて、市内の各所とオークランド市内にあるBARTのマッカーサー駅をつないでいる。

#### ACトランジット
ACトランジットのバスはアラメダ郡とその周辺を広く結んでいて、市内からは隣接するオークランドやバークレーへ行く系統、湾をはさんだサンフランシスコのトランス・ベイ・テンポラリー・ターミナルへ行く系統などが運行されている。

### 鉄道

#### アムトラック
市内にはアムトラックのエメリービル駅があり、湾をへだてたサンフランシスコの玄関口になっている。エメリービル駅とサンフランシスコの中心部の間にはアムトラックの乗客専用の連絡バスが運転されている。この駅はシカゴへ向かう大陸横断路線「カリフォルニア・ゼファー」号の始発駅であり、ほかにシアトルとロサンゼルスを結ぶ「コースト・スターライト」号、サンノゼよりサクラメントを経てオーバーンへ至る「キャピトル・コリドー」号の3列車が停車する。昼行の「キャピトル・コリドー」号は1日数便の運転で、これ以外の列車はいずれも1日1往復である。

#### BART
BART(ベイエリア高速鉄道)はエメリービル市内を通っていないが、エメリー・ゴーラウンドを利用すればBARTのマッカーサー駅(MacArthur Station)に行くことができる。

## 治安
2022年のFBIのデータによれば、エメリービルの犯罪発生率はカリフォルニア州内で最も高かった。オークランドは2番目に高かった。